# Mount Castro
Mount Castro ist ein 1630 m hoher Berg im Zentrum der Antarktischen Halbinsel. Er ragt an der Nordflanke des Seller-Gletschers in einer Entfernung von 8 km südöstlich des Mount Gilbert auf.
Luftaufnahmen vom Berg entstanden im Februar 1937 bei der British Graham Land Expedition (1934–1937) und im November 1947 bei der US-amerikanischen Ronne Antarctic Research Expedition (1947–1948). Der Falkland Islands Dependencies Survey nahm im Dezember 1958 eine Vermessung vor. Das UK Antarctic Place-Names Committee benannte den Berg nach dem portugiesischen Seefahrer João de Castro (1500–1548), der Pionierversuche zur Erklärung der Missweisung von Kompassen unternahm.